# Zadośćuczynienie
Ten artykuł należy dopracować:

przedstawiono sytuację tylko z polskiej perspektywy – artykuł powinien być przekrojowy.
Pomóż go poprawić. Na stronie dyskusji mogą znajdywać się pomocne komentarze.
Zadośćuczynienie pieniężne – w prawie polskim jeden z dwóch sposobów wyrównania szkody niemajątkowej (drugim jest zasądzenie odpowiedniej sumy pieniężnej na wskazany przez poszkodowanego cel społeczny). Przepisy prawne szczegółowo regulują, w jakich przypadkach zadośćuczynienie może być przyznane. Podstawowymi przepisami w tym zakresie są art. 445 i 448 kodeksu cywilnego. Na podstawie art. 445 k.c. zadośćuczynienia można domagać się w razie uszkodzenia ciała, wywołania rozstroju zdrowia, pozbawienia wolności oraz w wypadku skłonienia za pomocą podstępu, gwałtu lub nadużycia stosunku zależności do poddania się czynowi nierządnemu. Z kolei art. 448 k.c. pozwala dochodzić zadośćuczynienia za naruszenie każdego dobra osobistego. 3 sierpnia 2008 r. weszły w życie zmiany w kodeksie cywilnym, pozwalające na przyznanie zadośćuczynienia za doznaną krzywdę również rodzinie poszkodowanego, który zmarł w wyniku uszkodzenia ciała lub wywołania rozstroju zdrowia (art. 446 § 4 k.c.). Przewiduje się także zadośćuczynienie za szkody prenatalne (art. 4461 k.c.) oraz od 2021 r. za niemożność nawiązania lub kontynuowania więzi rodzinnej (art. 4462 k.c.).
Zadośćuczynienie pieniężne pod nazwą pokutnego za naruszenia praw osobistych przewidziane było już m.in. w przedwojennym prawie autorskim w art. 62-63.

## Funkcje zadośćuczynienia

### Funkcja kompensacyjna
Podstawową funkcją zadośćuczynienia jest funkcja kompensacyjna. Pieniądze otrzymane przez poszkodowanego tytułem zadośćuczynienia mają zrekompensować mu negatywne przeżycia poprzez dostarczenie środków do realizacji jego pragnień i pełniejszego zaspokajania jego potrzeb. Wynika to z ogólnych zasad prawa cywilnego, które ma m.in. zapewniać możliwości wyrównania doznanych szkód. Oznacza to, iż wysokość zadośćuczynienia powinna odpowiadać możliwie dokładnie wysokości doznanej szkody, aby zadośćuczynienie z jednej strony nie było dla poszkodowanego źródłem zysku i karą dla sprawcy szkody, a z drugiej aby doznana szkoda niemajątkowa była w pełni zrekompensowana. 

### Funkcja prewencyjna
Jest nazywana również funkcją prewencyjno-wychowawczą. Przyznanie przez sąd zadośćuczynienia powinno powstrzymać sprawcę od dalszych naruszeń dóbr osobistych, a jednocześnie stanowić jasne przesłanie dla innych potencjalnych naruszycieli, że działania takie są negatywnie odbierane przez społeczeństwo i mogą się spotkać z określoną reakcją organów państwa. Funkcja ta jest jednak jedynie pożądanym efektem ubocznym realizowania funkcji kompensacyjnej.

### Funkcja represyjna
Przed nowelizacją kodeksu cywilnego w 1996 r. brzmienie art. 448 mogło uzasadniać tezę, że zadośćuczynienie pieniężne pełni również funkcję represyjną, gdyż przepis ten przewidywał możliwość przyznania zadośćuczynienia wyłącznie na rzecz PCK, czyli podmiotu, któremu sprawca naruszenia swoim działaniem szkody nie wyrządził. Obecnie poszkodowany może domagać się z tego przepisu odpowiedniej sumy pieniężnej dla siebie lub na wskazany przez siebie cel społeczny, więc tylko w tym drugim przypadku można ewentualnie mówić o represji. Jednak zdaniem części autorów, nie występuje tu funkcja represyjna, a jedynie z szeroko rozumianą funkcją kompensacyjną, gdyż satysfakcja z wygrania sprawy połączona z przyczynieniem się do przekazania pieniędzy na szczytny cel jest pozytywnym przeżyciem psychicznym dla poszkodowanego i kompensuje mu w jakimś stopniu doznaną szkodę niemajątkową. Nawet wśród autorów uznających istnienie funkcji represyjnej panuje jednak zgoda, że funkcja ta jest, podobnie jak funkcja prewencyjna, akcesoryjna do funkcji kompensacyjnej.

## Przesłanki przyznania
Przesłanki przyznania zadośćuczynienia różnią się w zależności od podstawy roszczenia. Trzeba także pamiętać, że nawet spełnienie przesłanek nie gwarantuje automatycznie przyznania zadośćuczynienia, gdyż sąd nie jest do tego zobligowany. Sąd może odmówić z ważnych przyczyn, np. gdy uzna, że szkoda jest znikoma albo poszkodowany przyczynił się do jej powstania swoim zachowaniem. 

### Na podstawie art. 445 k.c.
Ponieważ art. 445 k.c. samodzielnie o przesłankach nie rozstrzyga, należy odwołać się do ogólnych podstaw odpowiedzialności deliktowej.
1. Powstanie szkody niemajątkowej w wyniku naruszenia jednego z wymienionych dóbr osobistych. Szkoda nie musi jednak istnieć w chwili wytoczenia powództwa o zadośćuczynienie. Istotne jest, że istniała w ogóle[9].
2. W przypadku uszkodzenia ciała lub wywołania rozstroju zdrowia sprawca odpowiada na każdej zasadzie odpowiedzialności deliktowej, a więc winy, ryzyka lub słuszności[10]. Wina nie jest więc w tym przypadku przesłanką konieczną.
3. W przypadku pozbawienia wolności przesłanką jest wina sprawcy, gdyż pozbawienie wolności musi nastąpić wskutek działania sprawcy[10].
4. W przypadku naruszenia integralności seksualnej konieczne jest stwierdzenie winy umyślnej sprawcy, a ponadto działanie sprawcy musi zostać zakwalifikowane jako podstęp, gwałt lub nadużycie stosunku zależności[11].

### Na podstawie art. 448 k.c.
1. Naruszenie dobra osobistego
2. Szkoda niemajątkowa będąca skutkiem naruszenia
3. Zgodnie z dominującym w nauce poglądem wina sprawcy[12].

## Rozmiar
Z uwagi na kompensacyjny charakter zadośćuczynienia, przyznana suma pieniężna powinna być adekwatna do poniesionej szkody niemajątkowej. Wynika treści art. 445 i 448 k.c., które stanowią, że suma powinna być „odpowiednia”. Chociaż sumy tej nie sposób wyliczyć dokładnie, gdyż taka jest natura szkody niemajątkowej, można wymienić tytułem przykładu czynniki, które wpływają na wysokość szkody niemajątkowej, a tym samym na wysokość zadośćuczynienia:
1. Czynniki ogólne:
  - wysoki poziom winy sprawcy, gdy ma on wpływ na pogłębienie ujemnych przeżyć poszkodowanego[13]
  - przyczynienie się poszkodowanego do powstania szkody bądź jej zwiększenia[14]
  - wiek poszkodowanego
2. W przypadku uszkodzenia ciała lub wywołania rozstroju zdrowia:
  - intensywność i czas trwania cierpień fizycznych jak i psychicznych, np.:
    - ból
    - stres związany z operacją
    - niewygody związane z pobytem w szpitalu, a także długość pobytu w szpitalu

  - trwałość skutków naruszenia
  - oszpecenie i jego możliwe skutki, np.:
    - cierpienia psychiczne
    - pogorszenie relacji towarzyskich

  - kalectwo i jego możliwe skutki, np.:
    - utrata możliwości wykonywania ulubionego zawodu
    - utrata możliwości zajmowania się ulubionym hobby, np. sportem
    - utrata możliwości odbywania podróży
    - świadomość bycia ciężarem dla najbliższych

  - utrata możliwości posiadania potomstwa
  - szczególna podatność na określony rodzaj cierpień
  - konieczność korzystania z opieki i pomocy osób trzecich[15]
3. W przypadku szkody niemajątkowej wyrządzonej czynem nierządnym:
  - rodzaj czynu i sposób jego dokonania[16]
  - ciąża
  - zarażenie chorobą przenoszoną drogą płciową
  - powstanie zaburzeń w życiu zmysłowym
4. W przypadku szkody niemajątkowej wyrządzonej pozbawieniem wolności:
  - długość okresu pozbawienia wolności
  - warunki, w których poszkodowany przebywał oraz sposób traktowania przez sprawcę
  - motywy pozbawienia wolności
  - zachowanie sprawcy po ustaniu naruszenia
5. W przypadku naruszenia czci lub dobrego imienia:
  - treść zarzutów zniesławiających
  - zasięg ich rozpowszechniania
  - rodzaj skutków zniesławienia i ich trwałość, zależne m.in. od wykonywanego przez poszkodowanego zawodu
  - motywacja naruszyciela
6. W przypadku naruszenia prawa do wizerunku lub głosu:
  - zasięg rozpowszechniania reklam lub wyrobów
  - rodzaj reklamy
  - charakter użytego zdjęcia
  - postrzeganie przez środowisko poszkodowanego rzekomego udziału w reklamie

Przyznana suma pieniężna nie powinna odbiegać od sum pieniężnych przyznawanych w podobnych sytuacjach przez inne sądy (postulat sprawiedliwości).

## Właściwości roszczenia

### Przedawnienie
Do przedawnienia roszczenia o zadośćuczynienie z tytułu naruszenia dóbr osobistych ma zastosowanie art. 4421 k.c. W tym szczególnym przypadku obowiązuje 3-letni termin przedawnienia. W przypadku, gdy naruszenie dóbr osobistych dotyczy wizerunku, roszczenie, zgodnie z art. 83 ustawy o prawie autorskim i prawach pokrewnych, przedawnia się po 20 latach.

### Dziedziczność
Co do zasady wyrażonej w art. 445 k.c. § 3 k.c. (do tego przepisu odsyła również art. 448 k.c.), roszczenie o zadośćuczynienie nie może być dziedziczone. Przepis dopuszcza tylko dwa wyjątki:
1. Gdy roszczenie zostało uznane na piśmie[18]
2. Gdy powództwo zostało wytoczone za życia poszkodowanego.

### Zbywalność
Zgodnie z art. 449 k.c. roszczenia z art. 444-448 k.c. nie są zbywalne. Jednak od tej zasady ustawodawca również wprowadził wyjątki. Roszczenie o zadośćuczynienie można zbyć, jeżeli:
1. Stało się wymagalne i
2. Zostało
  - uznane na piśmie[19] albo
  - przyznane prawomocnym orzeczeniem.